# Caso Kitchen v. Herbert
Kitchen v. Herbert é o caso federal que contestou com sucesso a proibição constitucional do casamento entre pessoas do mesmo sexo em Utah, além de estatutos semelhantes. Em março de 2013, três casais do mesmo sexo ajuizaram a ação, tendo como réus o governador de Utah, Gary R. Herbert, o procurador-geral John Swallow e a escrivã do condado de Salt Lake, Sherrie Swensen, em suas funções oficiais.
Em dezembro de 2013, o Tribunal Distrital dos EUA para o Distrito de Utah declarou inconstitucional a proibição estadual ao casamento entre pessoas do mesmo sexo. Sua ordem, que determinava a suspensão imediata da aplicação da proibição, entrou em vigor de imediato. Em janeiro de 2014, após o Tribunal Distrital e o Décimo Circuito negarem as suspensões, a Suprema Corte dos EUA concedeu uma suspensão da ordem do Tribunal Distrital enquanto o recurso estava sendo analisado pelo Tribunal de Apelações do Décimo Circuito.
Em junho de 2014, o Tribunal de Apelações dos Estados Unidos para o Décimo Circuito [en] manteve a decisão do tribunal distrital, concluindo que a proibição do casamento entre pessoas do mesmo sexo em Utah era inconstitucional, mas suspendeu seu mandato aguardando uma petição à Suprema Corte.
Em 6 de outubro de 2014, a Suprema Corte negou a petição de revisão sem comentários, e o Décimo Circuito levantou a suspensão, colocando em vigor sua ordem que encerrava a aplicação da proibição do casamento entre pessoas do mesmo sexo em Utah.

## Histórico
Em 2 de novembro de 2004, a Emenda Constitucional 3 de Utah, que definiu o casamento como uma união exclusivamente entre um homem e uma mulher, foi aprovada por referendo e tornou-se parte da Constituição do Estado de Utah.
Em 26 de junho de 2013, no caso United States v. Windsor, a Suprema Corte dos Estados Unidos decidiu que a interpretação federal dos termos "casamento" e "cônjuge" deveria incluir uniões entre pessoas do mesmo sexo, considerando a restrição como inconstitucional sob a Cláusula do Devido Processo [en] da Quinta Emenda. Essa decisão resultou na derrubada da Seção 3 da Lei de Defesa do Casamento (DOMA).
Em 25 de março de 2013, advogados do escritório Magleby & Greenwood, de Salt Lake City, entraram com uma ação no Tribunal Distrital dos Estados Unidos para o Distrito de Utah em nome de três casais do mesmo sexo, incluindo um já casado em Iowa. O objetivo era declarar inconstitucional a proibição de Utah sobre o reconhecimento de casamentos entre pessoas do mesmo sexo, com base nas cláusulas de Devido Processo Legal e Proteção Igualitária da Constituição dos Estados Unidos. Os autores da ação foram Derek Kitchen [en] e Moudi Sbeity; Laurie Wood e Kody Partridge; e Karen Archer e Kate Call. O tribunal ouviu os argumentos em 4 de dezembro, com Peggy A. Tomsic defendendo os autores da ação e Phil Lott e Stan Purser, procuradores gerais assistentes, representando o estado.

## Tribunal distrital

### Decisão judicial
Em 20 de dezembro de 2013, o juiz Robert J. Shelby, do Tribunal Distrital dos EUA para Utah, decidiu a favor dos autores da ação, considerando a proibição do casamento entre pessoas do mesmo sexo em Utah inconstitucional. O juiz afirmou:
A proibição do casamento entre pessoas do mesmo sexo em Utah entra em conflito com as garantias da Constituição dos Estados Unidos de proteção igualitária e devido processo legal. As leis atuais do Estado negam a seus cidadãos gays e lésbicas o direito fundamental de se casarem e, ao fazê-lo, rebaixam a dignidade desses casais do mesmo sexo sem nenhuma razão racional. Dessa forma, o tribunal considera que essas leis são inconstitucionais.

#### Direitos dos Estados vs. direitos individuais
A decisão do juiz Shelby destacou que a Suprema Corte dos Estados Unidos já havia determinado que a Décima Quarta Emenda exige que os direitos individuais prevaleçam sobre os direitos dos estados quando houver um conflito entre os dois. Embora Utah tenha o direito de regulamentar o casamento, o tribunal afirmou que o estado deve fazê-lo de uma maneira que não infrinja os direitos constitucionais de seus cidadãos, citando as decisões de Loving v. Virginia e United States v. Windsor.
O juiz também observou que, embora o eleitorado estadual tenha votado em um referendo popular sobre a questão, os direitos fundamentais de uma pessoa não podem ser submetidos a uma votação, citando o caso West Virginia State Board of Education v. Barnette [en].

#### Baker v. Nelsonnão é vinculante
O tribunal abordou o caso Baker v. Nelson, uma decisão da Suprema Corte de Minnesota de 1971, que manteve a negativa do estado de conceder uma licença de casamento a um casal de homens. A Suprema Corte dos EUA rejeitou o recurso em Baker “por falta de uma questão federal substancial”. Alguns tribunais anteriores haviam usado essa rejeição como precedente ao considerar contestações às proibições de casamento entre pessoas do mesmo sexo.
No entanto, o tribunal distrital de Utah concluiu que “uma improcedência sumária não é vinculante ‘quando os desenvolvimentos doutrinários indicam o contrário’”, citando Hicks v. Miranda (1975). O tribunal observou que, em Romer v. Evans [en] (1996), a Suprema Corte reconheceu que a Constituição protege os indivíduos contra a discriminação com base na orientação sexual. Além disso, o tribunal considerou que o raciocínio apresentado em United States v. Windsor era altamente relevante e constituía um desenvolvimento doutrinário significativo.

#### Devido processo legal
A decisão afirmou que o casamento é um direito fundamental amplamente reconhecido e uma liberdade protegida pelo devido processo legal, conforme a Décima Quarta Emenda. O tribunal destacou que “a regulamentação de decisões constitucionalmente protegidas, como a escolha de com quem se casar, deve ser baseada em preocupações legítimas do Estado, que não envolvam discordância com a escolha do indivíduo”, citando Hodgson v. Minnesota [en]. Embora Utah tenha argumentado que os autores da ação ainda tinham a liberdade de se casar com uma pessoa do sexo oposto, o tribunal concluiu que ao negar aos cidadãos gays e lésbicas o direito de escolher um cônjuge do mesmo sexo, Utah tornava sem efeito o direito fundamental ao casamento.
O tribunal também observou que exigir a capacidade de reprodução natural como requisito para o casamento “rebaixa a dignidade de muitos casais do sexo oposto que são incapazes de se reproduzir ou que optam por não ter filhos”. Segundo o raciocínio do Estado, uma mulher na pós-menopausa ou um homem infértil não teria o direito fundamental de se casar, por não poderem procriar. O tribunal defendeu um “direito constitucionalmente protegido de não procriar”, citando Griswold v. Connecticut. Além disso, considerou que o casamento entre pessoas do mesmo sexo e o casamento inter-racial, conforme estabelecido em Loving v. Virginia, não representam novos direitos, mas sim a aplicação do direito ao casamento a diferentes identidades sexuais. O tribunal acrescentou que a Constituição permite diferentes resultados “quando seus princípios se aplicam a um novo conjunto de fatos que anteriormente eram desconhecidos”. Citando Lawrence v. Texas, afirmou: “[...] os tempos podem nos cegar para certas verdades e as gerações posteriores podem perceber que as leis antes vistas como necessárias e adequadas servem, na verdade, apenas para oprimir”.
Como a proibição do casamento entre pessoas do mesmo sexo em Utah restringia um direito fundamental, o tribunal aplicou o teste de escrutínio rigoroso e concluiu que Utah não conseguiu demonstrar que a lei era “estritamente adaptada” para atender a “uma razão racional, muito menos convincente, para negar aos Requerentes o direito de se casar”.

#### Proteção igualitária
Quando um estado viola a proteção igualitária ao excluir um grupo dos benefícios, o tribunal declarou que deve haver uma conexão racional com os interesses legítimos do estado para justificar essa exclusão, citando Loving v. Virginia e outros casos. Utah argumentou que seus interesses legítimos eram: procriação responsável, criação ideal de filhos, cautela e preservação da definição tradicional de casamento.
O tribunal afirmou que “desafia a razão” sugerir que permitir o casamento entre casais do mesmo sexo afetaria o número de casais heterossexuais que têm filhos fora do casamento, citando Hollingsworth v. Perry. Em relação à ideia de criação ideal de filhos defendida por Utah, o tribunal observou que o Estado não apresentou evidências de que casais heterossexuais tomariam decisões sobre ter filhos com base na possibilidade de casais do mesmo sexo se casarem. Citando United States v. Windsor, o tribunal sustentou que a proibição do casamento entre pessoas do mesmo sexo dificultaria para os filhos desses casais entenderem a integridade e a proximidade de suas próprias famílias, além de trazer prejuízos financeiros para eles. O tribunal também considerou que agir com base em “medos e especulações sem fundamento” sobre o casamento entre pessoas do mesmo sexo não justifica o tratamento diferenciado dos gays, acrescentando que permitir o casamento entre pessoas do mesmo sexo é um processo simples e não exige mudanças nas leis estaduais sobre impostos, divórcio ou herança.
Quanto à preservação da tradição, o tribunal argumentou que “nem a antiguidade de uma prática nem o fato de sua adesão legislativa e judicial ao longo dos séculos a isola de ataques constitucionais”, citando Williams v. Illinois. O tribunal também observou que a visão tradicional do casamento, no passado, levou à aplicação de estereótipos sobre as mulheres e à desaprovação moral do casamento inter-racial, citando Lawrence v. Texas. Nesse caso, a desaprovação moral foi rejeitada como um interesse legítimo do Estado. O juiz Scalia, em sua divergência, afirmou que a decisão da maioria tornou impossível evitar o casamento entre pessoas do mesmo sexo, considerando a preservação da instituição tradicional do casamento como uma forma mais agradável de descrever a “desaprovação moral”. O tribunal também observou que sua decisão de reconhecer casamentos entre pessoas do mesmo sexo “expande a liberdade religiosa”, pois algumas congregações em Utah agora podem celebrar esses casamentos, enquanto outras podem continuar a definir o casamento de acordo com suas crenças.
Em resumo, o tribunal concluiu que o Estado não conseguiu demonstrar uma conexão específica entre a proibição do casamento entre pessoas do mesmo sexo e seus interesses legítimos. O máximo que o Estado afirmou foi: “Nós simplesmente não sabemos”. O tribunal não considerou o argumento de Utah persuasivo e determinou que a proibição do casamento entre pessoas do mesmo sexo não se justificava sob uma análise racional.

#### Níveis mais altos de escrutínio
Citando Loving v. Virginia, o tribunal argumentou, mas não viu necessidade de aplicar o escrutínio intermediário para discriminação sexual, "porque a Emenda 3 falha mesmo sob o nível mais deferente de revisão". Quanto à discriminação com base na orientação sexual, o tribunal se baseou no precedente do Décimo Circuito em Price-Cornelison v. Brooks, que determinou que a orientação sexual não é uma "classe protegida", o que justificaria um exame mais rigoroso. No entanto, ao aplicar um teste de consideração cuidadosa, com base em Louisville Gas & Elec. Co. v. Coleman e enfatizado em United States v. Windsor, o tribunal observou que o "propósito declarado e o efeito prático" da Emenda 3 de Utah era "impor uma desvantagem, um status separado e, portanto, um estigma", mas não ficou claro se isso se qualificava como uma "discriminação de caráter incomum" que exigiria uma consideração mais cuidadosa. O tribunal foi cauteloso ao aplicar esse teste "na ausência de uma orientação mais explícita" da Suprema Corte dos EUA.

#### Conclusão
Na conclusão da decisão, o tribunal observou que os argumentos de Utah eram "quase idênticos" aos apresentados pela Virgínia contra o casamento inter-racial em 1967 no caso Loving v. Virginia;
 As leis contra a miscigenação na Virgínia e em outros lugares foram criadas para privar uma minoria específica de toda a dignidade e liberdade humana, negando-lhes a liberdade de se casar com o parceiro de sua escolha. A Emenda 3 de Utah alcança o mesmo resultado.

### Resposta
O governador Herbert declarou: “Estou profundamente decepcionado com a tentativa de um juiz federal ativista de anular a vontade do povo de Utah. Estou trabalhando com minha equipe jurídica e com o Procurador Geral em exercício para determinar a melhor estratégia para defender o casamento tradicional dentro das fronteiras de Utah”. A Igreja de Jesus Cristo dos Santos dos Últimos Dias afirmou: “A Igreja tem sido consistente em seu apoio ao casamento tradicional, ao mesmo tempo em que ensina que todas as pessoas devem ser tratadas com respeito. Essa decisão de um tribunal distrital seguirá seu curso no sistema judicial. Continuamos acreditando que os eleitores de Utah tomaram a decisão certa ao definir claramente, na constituição estadual, que o casamento deve ser entre um homem e uma mulher, e temos esperança de que essa visão seja confirmada por um tribunal superior”.
Como os advogados do estado não haviam solicitado uma moção de suspensão no tribunal distrital até o momento da decisão, alguns escrivães do condado de Utah começaram a emitir licenças de casamento imediatamente para casais do mesmo sexo. O senador estadual Jim Dabakis [en] e seu parceiro de 27 anos foram entre os primeiros casais do mesmo sexo a se casar no estado. Várias centenas de pessoas, de diferentes orientações sexuais, se reuniram do lado de fora do Edifício da cidade e do condado de Salt Lake, na Praça Washington, na noite de 23 de dezembro, para aplaudir, rir, ouvir música de bandas e discursos comemorando os primeiros casamentos entre pessoas do mesmo sexo no estado. Em 24 de dezembro, o governador ordenou que as autoridades estaduais cumprissem a decisão judicial, e, em 26 de dezembro, todos os condados de Utah estavam emitindo licenças de casamento para casais do mesmo sexo. Uma semana após a decisão, Utah já havia emitido cerca de 900 licenças de casamento para casais do mesmo sexo.
Após a decisão, o estado apresentou uma notificação de apelação ao Décimo Circuito e pediu uma suspensão de emergência ao Tribunal Distrital e ao Décimo Circuito para impedir a emissão de outras licenças de casamento. Em 22 de dezembro, o Décimo Circuito negou a moção de suspensão antes que o tribunal distrital pudesse decidir sobre sua própria moção de suspensão. “[Os réus] não buscam uma suspensão pendente de recurso, mas sim uma suspensão pendente da decisão do tribunal distrital sobre sua moção de suspensão. Porém, as regras locais e de apelação contemplam apenas uma moção de suspensão pendente de apelação.” Em 23 de dezembro, o juiz Shelby negou o pedido de suspensão dos casamentos, permitindo que o estado continuasse a emitir licenças de casamento entre pessoas do mesmo sexo. Em 24 de dezembro, um painel de dois juízes do Tribunal do Décimo Circuito negou novamente o pedido de suspensão do estado. O escritório do Procurador Geral de Utah solicitou à Suprema Corte uma suspensão em 31 de dezembro.
A juíza Sonia Sotomayor, da Suprema Corte, encaminhou o pedido de suspensão para todo o tribunal e, em 6 de janeiro de 2014, sem registrar discordância de seus colegas, emitiu uma suspensão até a decisão final do recurso pelo Décimo Circuito. A suspensão restabeleceu a proibição do casamento entre pessoas do mesmo sexo em Utah, fazendo com que o estado voltasse a tratar os casais do mesmo sexo como se não fossem casados. Em 10 de janeiro, o Procurador-Geral dos EUA, Eric Holder, anunciou que o governo federal reconheceria os casamentos de casais do mesmo sexo realizados em Utah entre 20 de dezembro de 2013 e 6 de janeiro de 2014. A Comissão Tributária do Estado de Utah, um órgão estadual independente, decidiu que casais do mesmo sexo casados seriam elegíveis para apresentar declarações de imposto de renda conjuntas no estado, da mesma forma que fazem suas declarações federais.
Em resposta à decisão de Utah de suspender o reconhecimento desses casamentos, a ACLU entrou com a ação Evans v. Herbert em 21 de janeiro de 2014, no tribunal federal, em nome de vários casais do mesmo sexo que haviam se casado durante os 17 dias em que a decisão de Shelby esteve em vigor. Os autores da ação tiveram sucesso no tribunal distrital, mas, após uma série de recursos do estado, o mandato do tribunal distrital, que ordenava que Utah reconhecesse esses casamentos, foi suspenso pela Suprema Corte dos EUA. Depois que a Suprema Corte se recusou a ouvir o caso Kitchen, as autoridades de Utah solicitaram ao Décimo Circuito que rejeitasse seu recurso no caso, encerrando sua tentativa de negar o reconhecimento dos casamentos entre pessoas do mesmo sexo realizados entre dezembro de 2013 e janeiro de 2014. O Tribunal Distrital emitiu sua ordem e liminar permanente no caso Evans v. Herbert em 24 de novembro de 2014.

## Tribunal de Apelações do Décimo Circuito
A Décima Corte de Apelações ordenou que o processo de apelação fosse ouvido de forma acelerada, estabelecendo um cronograma com prazo para conclusão até 25 de fevereiro. Embora inicialmente tenha indicado que os pedidos de adiamento seriam "fortemente desencorajados", em 21 de janeiro a corte concedeu uma extensão de prazo solicitada pelo estado de Utah, estabelecendo que os documentos deveriam ser apresentados até 4 de março. Em um caso semelhante de Oklahoma, Bishop v. Oklahoma, que também estava sendo apelado para o Décimo Circuito, o apelante solicitou que o recurso fosse ouvido de forma acelerada para ser analisado juntamente com o caso Kitchen.
Em janeiro de 2014, o Centro Nacional para os Direitos das Lésbicas [en] se juntou à equipe jurídica dos autores da ação. Em fevereiro, advogados que haviam representado os demandantes nos casos Windsor e Perry tentaram intervir no processo, mas sem sucesso. Mary Bonauto [en], da Gay & Lesbian Advocates & Defenders, coordenou a apresentação dos resumos de amicus curiae em apoio aos autores. O tribunal recebeu 27 petições de amicus para as partes nos casos Kitchen e Bishop.
Um grupo de figuras políticas republicanas, liderado pelos ex-senadores dos EUA Alan Simpson [en] (Wyoming) e Nancy Kassebaum (Kansas), apresentou um resumo em apoio aos autores da ação, assim como um grupo de 46 empresas, incluindo Starbucks, Pfizer, eBay, Facebook, Google e Levi Strauss. Por outro lado, a Igreja de Jesus Cristo dos Santos dos Últimos Dias (Igreja SUD), a Conferência dos Bispos Católicos dos Estados Unidos, a Convenção Batista do Sul e a Igreja Luterana - Sínodo de Missouri apresentaram uma petição conjunta em apoio à posição do estado. Além disso, 15 procuradores gerais expressaram apoio aos autores da ação, enquanto um grupo de dez procuradores gerais apoiou o estado.

O Décimo Circuito ouviu os argumentos orais no caso em 10 de abril. Em 25 de junho, a corte confirmou, por uma decisão de 2 a 1, a sentença do tribunal distrital, mas suspendeu o cumprimento do seu próprio mandato enquanto aguardava um recurso à Suprema Corte dos Estados Unidos. A decisão manteve a sentença de dezembro de 2013 do juiz Robert Shelby, que considerou a Emenda 3 de Utah, que proibia o casamento entre pessoas do mesmo sexo, como inconstitucional. O Décimo Circuito declarou:
Consideramos que a Décima Quarta Emenda protege o direito fundamental de se casar, estabelecer uma família, criar filhos e desfrutar da proteção total das leis matrimoniais de um estado. Um estado não pode negar a emissão de uma licença de casamento a duas pessoas, ou recusar-se a reconhecer seu casamento, com base apenas no sexo das pessoas na união matrimonial.
Reconhecendo o direito ao casamento como um direito fundamental e aplicando o padrão de escrutínio rigoroso para revisão judicial, a maioria do tribunal concluiu:
De acordo com as Cláusulas de Devido Processo Legal e de Proteção Igualitária da Constituição dos Estados Unidos, aqueles que desejam se casar com uma pessoa do mesmo sexo têm o direito de exercer o mesmo direito fundamental que é reconhecido às pessoas que desejam se casar com uma pessoa do sexo oposto e [...] a Emenda 3 e outras leis similares não resistem ao exame constitucional.
Em 9 de julho, o escritório do Procurador-Geral de Utah, Sean Reyes, informou que não solicitariam uma audiência en banc pelo Décimo Circuito e, em 5 de agosto, entrou com uma petição de certiorari na Suprema Corte. A petição abordava uma única questão:
Se a Décima Quarta Emenda da Constituição dos Estados Unidos proíbe um estado de definir ou reconhecer o casamento apenas como a união legal entre um homem e uma mulher.
Os advogados dos demandantes disseram que apoiariam o pedido do estado à Suprema Corte e apresentaram um resumo em apoio à petição do estado para certiorari em 28 de agosto, enquadrando a questão de forma diferente:
Se um estado viola a Décima Quarta Emenda da Constituição dos EUA ao proibir o casamento de casais do mesmo sexo e ao se recusar a reconhecer seus casamentos legais fora do estado.
Neal Katyal [en], ex-funcionário do Departamento de Justiça e com vasta experiência em argumentação perante a Suprema Corte, juntou-se à equipe jurídica dos autores da ação em agosto.
A decisão do Décimo Circuito se tornou um precedente obrigatório para todos os tribunais federais dentro de sua jurisdição, que inclui os estados do Colorado, Kansas, Novo México, Oklahoma, Wyoming e Utah. Todos esses estados, com exceção do Novo México, proibiam o casamento entre pessoas do mesmo sexo.
Em 6 de outubro de 2014, a Suprema Corte negou sem comentários as petições de certiorari de Utah e de outros quatro estados. Com isso, permitiu que a decisão do Décimo Circuito fosse mantida, legalizando efetivamente o casamento entre pessoas do mesmo sexo em Utah. O Décimo Circuito imediatamente suspendeu sua suspensão, impedindo que Utah continuasse a aplicar sua proibição ao casamento entre pessoas do mesmo sexo.

## Consequências
A resolução da Suprema Corte sobre o caso Kitchen e a invalidação da Emenda 3 de Utah levaram os legisladores estaduais a propor novas leis, incluindo uma emenda constitucional, com o objetivo de reafirmar os direitos religiosos de igrejas e empresas. O senador dos EUA, Orrin Hatch, ex-membro do Comitê Judiciário do Senado, comentou: “Não dá nem para começar a pensar em todas as coisas que a comunidade LGBT pode inventar para exigir certos privilégios e direitos. Portanto, acho que é apenas o começo de tempos muito difíceis para as pessoas que pensam de outra forma. E acho que é o começo de tempos difíceis para as pessoas que são gays.